# Achter de dijken (De Boeck)
Achter de dijken is een compositie voor harmonieorkest of fanfare van de Belgische componist Marcel De Boeck.